# ملعب الوحدة الإفريقية
ملعب موزينيا وادي العثمانية هو أهم ملعب في مدينة ميلة ، يتسع لألف متفرج، يلعب فيه نادي موزينا دو لازون لكرة القدم. ولقد تم افتتاحه يوم 1 نوفمبر 2012 ليكون الملعب الرسمي للنادي.

## تاريخ الملعب
- يعتبر ملعب موزينا وا من أهم ملاعب بلدية وادي العثمانية يرمز له ب «وا» والتي تعني وادي العثمانية أو الوحدة الأفريقية أنشأ الملعب مؤخرا في الفاتح من نوفمبر 2012 وأعيد تعديله في 15 أكتوبر 2013 يعتبر الملعب من حيث السعة صغيرا لأنه معدود من أجل سكان حي موزينا لكنه الرابع في البلدية بعد الملعب البلدي ESOA والمركز الثقافي وملعب لاسيتي.

## معلومات عن الملعب
- يبلغ عرض الملعب 35 متر ويبلغ طوله 50 متر أما العشب فهو ليس إصطناعيا بل هو طبيعي يحمل مدرجات على طوليه الشرقي والغربي ويملك مقر بالقرب منه يبعد عنه ب 140 متر وفية كل احتياجات النادي يقع الملعب منعزلا عن السكان بالقرب من المزرعة الكبرى للبلدية.

## عدد المباريات المقامة فيه
- أقيمت في ملعب موزينا أرينا عدة مباريات رسمية لنادي موزينا دو لازون وأخرى ودية ومنذ إنشاءه لعب فيه 34 مبارات رسمية و4 ودية وهي نصف عدد مباريات موزينا فموزينا لعب 68 مبارات و5 ودية.